# Michel Thévoz
Pour les articles homonymes, voir Thévoz.
Michel Thévoz, né à Lausanne le 15 juillet 1936, est un écrivain, historien de l'art, philosophe, conservateur de musée et enseignant vaudois.

## Biographie
Michel Thévoz est licencié en lettres à l'université de Lausanne et diplômé de l'École du Louvre à Paris. Historien de l'art, il est conservateur au musée cantonal des Beaux-Arts de Lausanne de 1955 à 1975. En 1976, Jean Dubuffet lui confie sa collection et Michel Thévoz crée la Collection de l'Art Brut à Lausanne, qu'il dirige jusqu'à sa retraite en 2001. Il crée en 1982 la Neuve Invention, par exemple représentée par des noms tels que Jean-Joseph Sanfourche, Philippe Dereux ou Friedrich Schröder-Sonnenstern...,,.
Professeur honoraire d'histoire de l'art à l'université de Lausanne,, Michel Thévoz a publié des essais et des monographies concernant sa discipline, écrivant notamment sur les artistes Louis Soutter, Jean Dubuffet ou Jean Lecoultre. Mais il est également chroniqueur de son époque et pamphlétaire, par exemple avec l'essai Tout va bien, où il réunit et remanie des chroniques rédigées pour la chaîne de radio Espace 2 et le quotidien 24 heures, développant la critique de l'une de ses cibles préférées : les médias. Il publie des essais dans lesquels il s'intéresse à des phénomènes « borderline », comme l'art des fous, le suicide, le spiritisme ou le reflet des miroirs.
Partisan du suicide assisté et de l'euthanasie, faisant preuve d'une exigence inconditionnelle de liberté, il déclare : « Je me félicite de vivre dans un pays suffisamment désenchanté, assez libéré des mythologies et des superstitions, pour que le choix de disposer de sa propre vie soit laissé aux citoyens. Il y a encore du chemin à faire, mais nous sommes à l’avant-garde de cela. Personnellement, je veux mourir de mon vivant. » Il écrit avec Roland Jaccard Manifeste pour une mort douce. Dans son livre L'Esthétique du suicide, Michel Thévoz établit un lien entre création artistique et pulsion de mort.
En 2020, la Collection de l'Art Brut lui donne accès à ses 70 000 œuvres et carte blanche pour une exposition temporaire intitulée « L’art brut s’encadre ». Cette exposition montre notamment les multiples façons dont les artistes d'art brut ont encadré leurs œuvres, et Michel Thévoz y présente également son dernier essai Pathologie du cadre. Quand l'art brut s'éclate,.

## Publications
- Louis Soutter ou l'écriture du désir, Lausanne, Éditions L'Âge d'Homme, 1974
- L'Art Brut, Genève, Skira, 1975, réédité en 2016, Paris, La Différence
- Le Langage de la rupture, Paris, PUF, 1978
- Les Écrits bruts, Paris, PUF, 1979
- Collectif, Fascicules de la Collection de l'art brut - nº 10 à 22, Lausanne, Collection de l'art brut, 1977-2007
- L'Académisme et ses fantasmes, Paris, Les Éditions de Minuit, 1980
- Le corps peint, Skira, 1984
- Art, Folie, LSD, Graffiti, etc., Lausanne, L'Aire, 1985
- Dubuffet, Genève, Skira, 1986
- Détournement d'écriture, Les Éditions de Minuit, 1989
- Le Théâtre du crime. Essai sur la peinture de David, Paris, Les Éditions de Minuit, 1989
- Art Brut, psychose et médiumnité, Paris, La Différence, 1990
- Manifeste pour une mort douce (avec Roland Jaccard), Paris, Grasset, 1992
- Sosno (avec Pierre Restany), La Différence, 1992
- Requiem pour la folie, Paris, La Différence, 1995
- Le miroir infidèle, Les Éditions de Minuit, 1996
- Plaidoyer pour l'infamie, PUF, coll. « perspectives critiques », 2000
- Le syndrome vaudois, Lausanne, Favre, 2002
- L'Esthétique du suicide, Paris, Les Éditions de Minuit, 2003
- Tout va bien, Lausanne, Favre, 2004
- L'Heure d'hiver, Lausanne, Favre, 2007
- L'aide au suicide (avec le Dr. Jérôme Sobel), Favre, 2009
- Jacqueline Oyex, Gollion, Infolio, 2011
- Josef Hofer, Gollion, Infolio, 2013
- Émilienne Farny et l'oiseau noir, Lausanne, art&fiction, 2015, 72 p. (ISBN 978-2-940377-89-3)
- L’Art comme malentendu, Paris, Les Éditions de Minuit, 2017
- L'art suisse n'existe pas, Paris, Les Cahiers dessinés, coll. « Les écrits », 2018, 230 p. (ISBN 979-10-90875-67-8)
- Z/Z (avec Christophe Gallaz), Vevey, Éditions de l'Aire, 2020
- Pathologie du cadre, Paris, Les Éditions de Minuit, 2020
- Les écrits bruts. Le langage de la rupture préface de Jean Dubuffet, Paris, Éditions du Canoë, 2021
- Hans Holbein. Maniérisme, anamorphose, parallaxe, postmodernité, etc. Editions L'Atelier contemporain, 2022
- La photo brute, Strasbourg, Éditions L'Atelier contemporain, 2023 (ISBN 978-2-85035-135-8)

### Commissariat d'exposition
- 2018 : Zaric, Espace Arlaud, Lausanne - Co-commissaire avec Nicolas Raboud
- 2020 :  L'Art Brut s'encadre, Collection de l'Art Brut, Lausanne
- 2002 :  Jean Lecoultre - auteur du catalogue